# Selecționata de fotbal a Provenței
Selecționata de fotbal a Regiunii Provența reprezintă teritoriul francez Provența. Nu este afiliată la FIFA sau AFC, ci doar la N.F.-Board. A participat la Cupa Mondială Viva în edițiile din 2008 și 2009.

## Participări

#### Cupa Mondială VIVA
| An    | Rundă                  | Loc             | M | V | E | Î | GM | GP |
| ----- | ---------------------- | --------------- | - | - | - | - | -- | -- |
| 2006  | -                      | nu a participat | - | - | - | - | -  | -  |
| 2008  | Grupe                  | 5th             | 4 |   |   | 4 | 3  | 18 |
| 2009  | meci pentru locul trei | 4th             | 4 | 2 |   | 2 | 9  | 12 |
| Total | 2/3                    | locul 4         | 8 | 2 |   | 6 | 12 | 30 |

## Lot
| Nr. | Poz. | Jucător          | Data nașterii (vârsta) | Selecții | Goluri | Club        |
| --- | ---- | ---------------- | ---------------------- | -------- | ------ | ----------- |
| 1   | P    | Stéphane G'Bala  | 24 March 1985          | -        | -      | Eole Sports |
| 3   | F    | Maxime Menza     | 24 July 1987           | -        | -      | Eole Sports |
| 4   | F    | Jalal Zeroual    | 23 July 1985           | -        | -      | Eole Sports |
| 5   | F    | Stéphane Lamas   | 28 October 1980        | -        | -      | Eole Sports |
| 6   | M    | Cyril Alberghi   | 19 February 1990       | -        | -      | Eole Sports |
| 7   | M    | Laurent Davy     | 28 April 1985          | -        | -      | Eole Sports |
| 8   | A    | Eddy Hammami     | 18 September 1987      | -        | -      | Eole Sports |
| 9   | A    | Stephan Giordano | 17 May 1983            | -        | 3      | Eole Sports |
| 10  | M    | Michaël Lopez    | 26 May 1988            | -        | -      | Eole Sports |
| 11  | A    | Ennys Hammoud    | 15 February 1988       | -        | -      | Eole Sports |
| 13  | A    | Samir Talbi      | 14 December 1987       | -        | -      | Eole Sports |
| 16  | F    | Hervé Decalion   | 6 June 1983            | -        | -      | Eole Sports |
| 17  | M    | Fabien Tolaini   | 6 February 1984        | -        | -      | Eole Sports |
| 18  | A    | Thierry Marcade  | 15 November 1984       | -        | -      | Eole Sports |
| 19  | F    | Joher Fiala      | 8 November 1984        | -        | -      | Eole Sports |